# Marco Aguiriano
Luis Marco Aguiriano Nalda, conocido como Marco Aguiriano,  (Bruselas, 27 de enero de 1963) es un especialista español en políticas europeas. Entre el 23 de junio de 2018 y el 5 de febrero de 2020 estuvo al frente de la Secretaría de Estado para la Unión Europea en el primer gobierno socialista de Pedro Sánchez. De 2010 a 2018 fue director general para Políticas Exteriores de la UE. Ha sido funcionario del Parlamento Europeo durante tres décadas. 

## Trayectoria
Hijo del político socialista vasco José Antonio Aguiriano, es licenciado en Relaciones Internacionales, carrera que cursó en Ginebra y continuó sus estudios en Bruselas donde cursó un Master en Estudios Europeos en la Universidad Libre de Bruselas. Fue en ese momento, en 1986 cuando Aguiriano tomó contacto con el Parlamento Europeo, al empezar a trabajar como becario y posteriormente como asistente del entonces eurodiputado Enrique Barón quien tres años después le incluyó en su Gabinete como consejero (julio de 1989 - julio de 1991) al ser nombrado presidente de la Eurocámara. De 1994 a 1997 trabajó también como consejero con el presidente  Klaus Hänsch. En marzo de 1997 hasta abril de 2004 fue consejero del Secretario General.
Dio el salto a la política como eurodiputado socialista durante tres meses de abril a julio de 2004 cargo que abandonó para asumir la subdirección de la oficina del entonces nuevo presidente del Parlamento Josep Borrell. (2004-2007).  El 1 de abril de 2010 ocupó el cargo de director general para Políticas Exteriores de la Unión Europea, primero en funciones y desde el 15 de junio del mismo año como titular. Su cometido era organizar el trabajo de las comisiones de la Cámara y las delegaciones interparlamentarias en el ámbito de la política exterior de la UE.
En junio de 2018 sustituyó a Jorge Toledo, como secretario de Estado para la Unión Europea en el Ministerio de Asuntos Exteriores, Unión Europea y Cooperación con José Borrell como titular. Tras el nombramiento de la nueva ministra de Asuntos Exteriores, Arancha González Laya, Aguiriano fue sustituido por Juan González-Barba Pera el 5 de febrero de 2020.